# Pet Sounds (instrumental)
Pistes de Pet Sounds
I Just Wasn't Made for These Times (en) Caroline, No
Pet Sounds est un morceau instrumental des Beach Boys paru sur l'album du même nom le 16 mai 1966.

## Composition
Brian Wilson rapporte avoir commencé à composer le morceau sous le titre Run James, Run dans l'espoir d'en faire une musique d'un film de James Bond avant de se rendre compte que ça n'arriverait sans doute pas et de l'inclure sur l'album.
Wilson est le seul membre des Beach Boys à participer à l'enregistrement du morceau, avec des musiciens de session qui utilisent parfois des instruments peu conventionnels comme les canettes de Coca-Cola vides frappées par le batteur Richie Frost.

## Réception
Philip Lambert rapporte que la critique n'a pas toujours été tendre pour le morceau dont le style proche de l'exotica de Martin Denny et Les Baxter semblait déplacé sur l'album.
Le magazine Mojo classe le titre à la 24ème place des meilleures chansons des Beach Boys.